# Czółenka (rzeźba)
Czółenka – pierwsza wielkoskalowa rzeźba autorstwa Andrzeja Jocza w Łodzi, tworzona w latach 1978–1979. Jest to jedna z pionierskich prac w stosowaniu technologii epoksydu na konstrukcji stalowej.

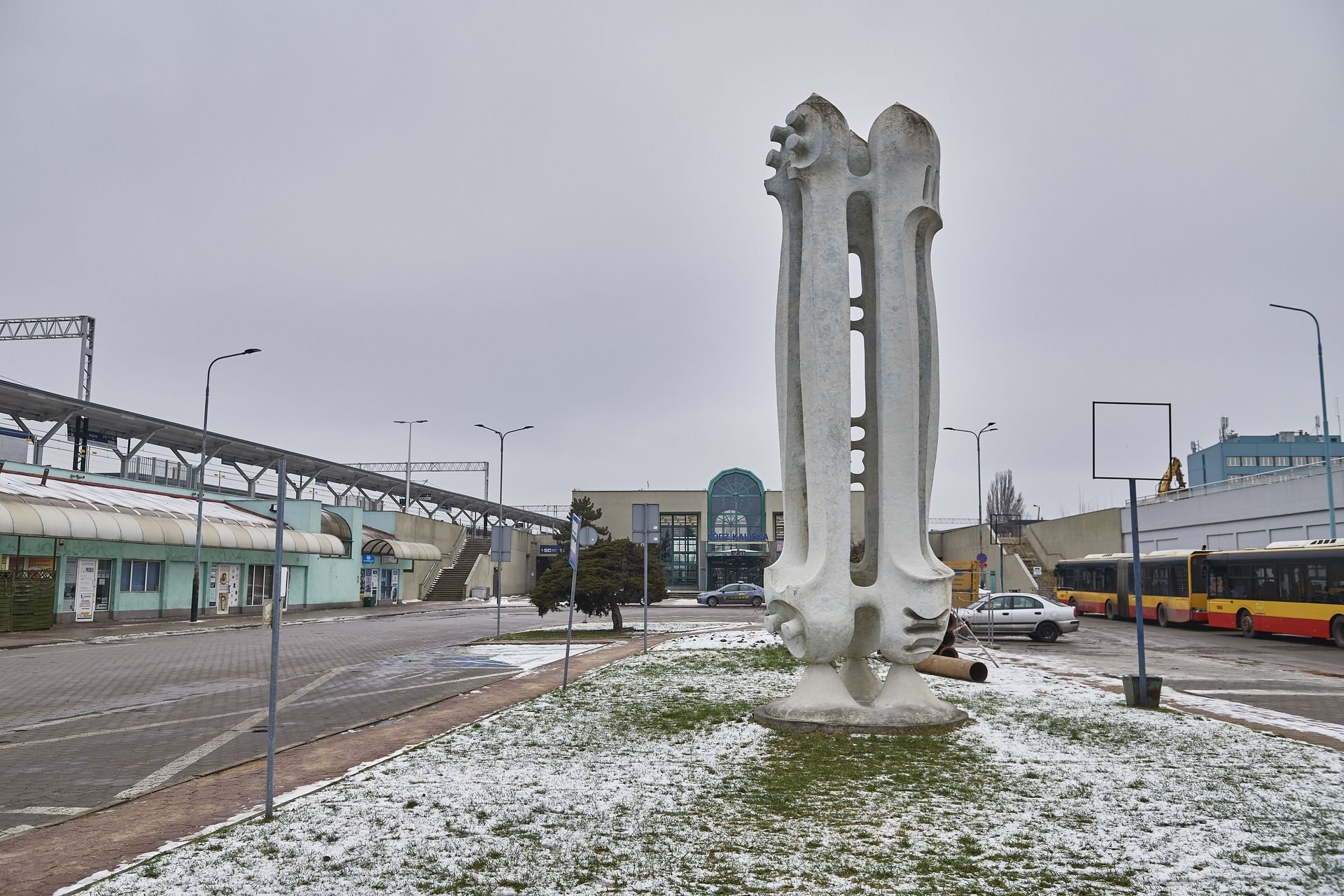

## Historia
Początkowo monument był eksponowany przy zbiegu al. Włókniarzy i al. Mickiewicza (od 17 października 1979 do 13 września 1995 r.). Dla tej lokalizacji został zaprojektowany. Konieczność przeprowadzenia prac związanych z miejską infrastrukturą wymusiła demontaż rzeźby, która do września 1997 r. przechowywana była w magazynie Zakładu Wodociągów i Kanalizacji. Nową lokalizację otrzymała 10 września 1997 r. – jest nią przedpole dworca Łódź Kaliska.

## Architektura
Rzeźba nawiązuje do włókienniczych tradycji miasta. Przedstawia trzy wysokie na 7,5 metra czółenka tkackie, będące jednym z elementów krosna. Jocz wykonał ją w pionierskiej technice – wykorzystał stalowy szkielet, który pokrył siatką i uzupełnił gipsem, a następnie zabezpieczył laminatem z włókna szklanego i żywicy epoksydowej oraz wypełniaczy mineralnych. Dzięki temu rzeźba – mimo wystawienia na zmienne warunki atmosferyczne – przetrwała w świetnej formie całe lata.
Jocz urzeczywistnił w swoich awangardowych kompozycjach koncepcję rzeźby autonomicznej – niezależnej od natury, a jednak o biologicznym charakterze. Wielkoformatowe prace artysty stanowią nieodłączny element miejskiego krajobrazu Łodzi.
Spotykają się tutaj ulubione fascynacje artysty – splot cielesności, seksualności i techniki. Nie zabrakło również charakterystycznych dla jego twórczości ażurów i sygnatur. Rzeźba – budząca w wielu odbiorcach erotyczne skojarzenia – ma przedstawiać wariację na temat czółenka tkackiego.
Asystentem profesora przy realizacji „Czółenek” był Zdzisław Zabłocki.

### Inne rzeźby
- 1975 – Całoroczny Zegar Słoneczny w Łodzi[1]
- 1979 – Rzeźba „Czółenka” przed dworcem kolejowym Łódź Kaliska[1].
- 1988 – Rzeźba „Autonomizm II” w Pabianicach przy ulicach Zamkowej i Partyzanckiej[1].
- 1992 – Rzeźba „Dzianina” (zwana także „Pomnikiem sera”) przy ulicach Rokicińskiej i Puszkina w Łodzi[1].
- Rzeźba „Autonomizm X – Dziurawiec” na Retkini (Piaski) w Łodzi[1].
- „Autonomizm IX – Salonowiec” w Orońsku[1].